# پارک سونگ هون (بازیگر)
پارک سونگ هون (کره‌ای: 박성훈؛ زادهٔ ۱۸ فوریه ۱۹۸۵) بازیگر اهل کره جنوبی است. او حرفه بازیگری خود را با ایفای نقش در فیلم یک گل یخ‌زده (۲۰۰۸) آغاز کرد. او از طریق تئاترهای گربه اتاق پشت بام، پسران تاریخ و دانشجویان مدل شناخته شد. پارک با ایفای نقش مکمل در مجموعه‌های تلویزیونی سه روز (۲۰۱۴)، شش اژدهای پرنده (۲۰۱۵–۲۰۱۶) و حسادت آشکار (۲۰۱۶) توجه‌ها را به خود جلب کرد. او با ایفای نقش در فیلم گونجیام: تیمارستان تسخیرشده (۲۰۱۸) و تنها عشق من (۲۰۱۸–۲۰۱۹) به شهرت رسید. او نقش اصلی در مجموعه تلویزیونی یادبودها (۲۰۲۰) ایفا کرد. او بیشتر به خاطر ایفای نقش در مجموعه‌های تلویزیونی افتخار (۲۰۲۲–۲۰۲۳)، ملکه اشک (۲۰۲۴) و بازی مرکب ۲ (۲۰۲۴) شناخته می‌شود.

## فیلم‌شناسی

### فیلم
| سال  | عنوان                       | نقش          | توضیحات       | منابع        |
| ---- | --------------------------- | ------------ | ------------- | ------------ |
| ۲۰۰۸ | یک گل یخ‌زده                 |              | نقش جزئی      | [ ۳ ]        |
| ۲۰۰۹ | جون وو چی: جادوگر تائوئیست  |              | نقش جزئی      | [ ۴ ]        |
| ۲۰۱۸ | گونجیام: تیمارستان تسخیرشده | سونگ هون     |               | [ ۵ ]        |
| ۲۰۱۸ | قشر مرفه                    | جیسون        |               | [ ۶ ]        |
| ۲۰۱۹ | کیم بوک دونگ                | راوی         | نسخه بدون مرز | [ ۷ ]        |
| ۲۰۱۹ | رؤیای ممنوعه                | لی هیانگ     |               | [ ۸ ]        |
| ۲۰۲۳ | درود بر جهنم                | هان میونگ هو |               | [ ۹ ] [ ۱۰ ] |
| ن/م  | Tropical Night              | مان سو       |               | [ ۱۱ ]       |

### مجموعه تلویزیونی
| سال  | عنوان                                               | نقش                      | توضیحات       | منابع         |
| ---- | --------------------------------------------------- | ------------------------ | ------------- | ------------- |
| ۲۰۱۱ | پسر سبزی‌فروش                                        | دوست لی سول وو           | نقش جزئی      | [ ۴ ]         |
| ۲۰۱۲ | افسانه خورشید و ماه                                 | یی‌یوگ‌گوادا               | نقش جزئی      | [ ۱۲ ]        |
| ۲۰۱۲ | بزرگ                                                | دوست ۱ چونگ شیک          | نقش جزئی      | [ ۱۲ ]        |
| ۲۰۱۳ | تو رئیس هستی!                                       | یو دوک هوا               |               | [ ۱۳ ]        |
| ۲۰۱۴ | سه روز                                              | لی دونگ سونگ             |               | [ ۱۴ ]        |
| ۲۰۱۵ | شش اژدهای پرنده                                     | گیل یو                   |               | [ ۱۵ ]        |
| ۲۰۱۶ | حسادت آشکار                                         | منشی چا                  |               | [ ۱۶ ]        |
| ۲۰۱۷ | تزویر                                               | نا سونگ شیک              |               | [ ۱۷ ]        |
| ۲۰۱۷ | شوالیه سیاه: مردی که از من محافظت می‌کند             | پارک گون                 |               | [ ۱۸ ]        |
| ۲۰۱۷ | سگ دیوانه                                           | کو جین چول               | حضور ویژه     | [ ۱۹ ]        |
| ۲۰۱۸ | مرد پولدار                                          | چا دو جین                |               | [ ۲۰ ]        |
| ۲۰۱۸ | درامای ویژه کی‌بی‌اس: «مرور خاطرات روزهای شرم آور من» | نا پیل سونگ              |               | [ ۲۱ ]        |
| ۲۰۱۸ | تنها عشق من                                         | جانگ گو ره               |               | [ ۲۲ ]        |
| ۲۰۱۹ | عدالت                                               | تاک سو هو                |               | [ ۲۳ ]        |
| ۲۰۱۹ | دفترچه خاطرات یک روانی                              | سو این وو                |               | [ ۲۴ ]        |
| ۲۰۲۰ | یادبودها                                            | سو گونگ میونگ            |               | [ ۲۵ ]        |
| ۲۰۲۱ | جن‌گیر چوسان                                         | شاهزاده یانگ‌یونگ         | [ ۲۶ ] [ ۲۷ ] |               |
| ۲۰۲۱ | درامای ویژه کی‌بی‌اس: «دختر من»                       | کو ته هون                | درام تک قسمتی | [ ۲۸ ] [ ۲۹ ] |
| ۲۰۲۲ | درامای ویژه کی‌بی‌اس: «توزیع کنندگان»                 | دو یو بین                | درام تک قسمتی | [ ۳۰ ]        |
| ۲۰۲۳ | غریبه‌ها                                             | اون جه وون               |               | [ ۳۱ ] [ ۳۲ ] |
| ۲۰۲۳ | روز آدم‌ربایی                                        | پارک سانگ یون            |               | [ ۳۳ ]        |
| ۲۰۲۴ | ملکهٔ اشک                                            | یون اون سونگ / دیوید یون |               | [ ۳۴ ] [ ۳۵ ] |

### مجموعه اینترنتی
| سال       | عنوان          | نقش                     | توضیحات      | منابع         |
| --------- | -------------- | ----------------------- | ------------ | ------------- |
| ۲۰۲۱      | دراماورلد ۲    | پارودی باغ مخفی         | حضور افتخاری |               |
| ۲۰۲۲–۲۰۲۳ | افتخار         | جون جه جون              | اپیزود ۱–۲   | [ ۳۶ ] [ ۳۷ ] |
| ۲۰۲۴      | میراث خانوادگی | یانگ جه سوک             | حضور ویژه    | [ ۳۸ ] [ ۳۹ ] |
| ۲۰۲۴      | بازی مرکب ۲    | چو هیون جو (بازیکن ۱۲۰) |              | [ ۴۰ ]        |
| ۲۰۲۵      | بازی مرکب ۳    | چو هیون جو (بازیکن ۱۲۰) | اپیزود ۱–۲   |               |